# Рендон (Техас)
Рендон (англ. Rendon) — переписна місцевість (CDP) в США, в окрузі Таррант штату Техас. Населення — 13 533 особи (2020).

## Географія
Рендон розташований за координатами 32°34′47″ пн. ш. 97°14′11″ зх. д. / 32.57972° пн. ш. 97.23639° зх. д. (32.579673, -97.236515).  За даними Бюро перепису населення США в 2010 році переписна місцевість мала площу 64,02 км², з яких 63,81 км² — суходіл та 0,21 км² — водойми.

## Демографія
Згідно з переписом 2010 року, у переписній місцевості мешкали 12 552 особи в 4430 домогосподарствах у складі 3523 родин. Густота населення становила 196 осіб/км².  Було 4732 помешкання (74/км²).
Расовий склад населення:
| - 85,3 % — білих - 5,9 % — чорних або афроамериканців - 0,9 % — азіатів - 0,6 % — корінних американців - 5,5 % — осіб інших рас |

До двох чи більше рас належало 1,8 %. Частка іспаномовних становила 14,3 % від усіх жителів.
За віковим діапазоном населення розподілялося таким чином: 24,3 % — особи молодші 18 років, 62,9 % — особи у віці 18—64 років, 12,8 % — особи у віці 65 років та старші. Медіана віку мешканця становила 41,3 року. На 100 осіб жіночої статі у переписній місцевості припадало 102,8 чоловіків;  на 100 жінок у віці від 18 років та старших — 101,2 чоловіків також старших 18 років.
Середній дохід на одне домашнє господарство  становив 96 800 доларів США (медіана — 77 196), а середній дохід на одну сім'ю — 105 390 доларів (медіана — 88 234). Медіана доходів становила 56 523 долари для чоловіків та 42 592 долари для жінок. За межею бідності перебувало 7,0 % осіб, у тому числі 7,3 % дітей у віці до 18 років та 1,7 % осіб у віці 65 років та старших.
Цивільне працевлаштоване населення становило 6749 осіб. Основні галузі зайнятості: освіта, охорона здоров'я та соціальна допомога — 18,4 %, роздрібна торгівля — 15,9 %, виробництво — 11,3 %, будівництво — 11,2 %.